# リカちゃん
リカちゃん（Licca-chan）は、タカラトミー（旧：タカラ）製の着せ替え人形玩具。別称リカちゃん人形、フルネームは香山リカ（Licca Kayama）。累計出荷数は2017年時点で約6000万体。人形玩具の域を超え、企業の広告キャラクターなどタレントとしても活動、公式Twitter・Instagramも開設している。

## 来歴
1966年、元々ダッコちゃん等のビニール玩具のメーカーだったタカラ（旧タカラビニール - 1966年）は、そのビニール加工のノウハウを生かして着せ替え人形市場への参入を計画していた。当初は米マテル社のバービーや、米旧アイデアル社のタミー等の他社の着せ替え人形用の、子供が持ち運びできるドールハウスを企画していたが、既存の人形のサイズに合わせると、ハウス自体のサイズが相当大きくなることが予想された。これが日本の住宅事情や子供の持ち運びに適さないとして根本的に企画が見直され、日本の事情に見合った大きさのドールハウスと、それに合ったサイズの独自の着せ替え人形として1967年に企画・開発されたものが本項のリカちゃんである。初代リカちゃんの開発を担当したのは、"育ての親"と呼ばれる小島康宏（旧・タカラ専務）。
企画にあたり、日本の少女たちがより身近に感じられるようなファッションドールというテーマが掲げられ、小学生という設定と、小さな女の子の手の平の中に収まる身長21cmという大きさと、当時流行していた少女漫画のヒロインのような顔立ちが採用された。漫画家の牧美也子が発売当時の広告のイラストを担当し、広告には「牧先生監修」という表記がされていた。「リカちゃん」という名前は月刊少女漫画雑誌「りぼん」の1967年7月号誌上の一般公募で決定されたことになっているが、実際には発表号をずらして、読者でなくタカラ側が命名した。日本人でも外国人でも通用する名前をということでリカとなった。
親しみやすい仕様が日本の子供に受け入れられたことと、マテル社が生産拠点を他国に移して日本でのバービーの販売に力を入れなくなったという市場の追い風を受け、発売から2年後の1969年には日本での売り上げでリカちゃんがバービーを上回った。その年の年末商戦でも他の人形を圧倒し、それ以降、事実上日本の着せ替え人形の女王として君臨しはじめる。それ以前に売上トップを飾った着せ替え人形は、アイデアル社・三栄貿易の「タミーちゃん」（1964年発売）と中嶋製作所（現ナカジマコーポレーション）の「スカーレットちゃん」（1966年発売）だった。
その後、何度か売上が低迷した時期もあった。中嶋製作所はリカちゃん対抗の商品として「カンナちゃん」を発表し、リカちゃんと競い合った。1972年には中嶋製作所の「ロコたん」、シバの「虹のナナちゃん」、国際マテルの「チュリー」、トミーの「サイクリングユッコちゃん」などが登場し、対策としてリカちゃんは2代目（ニューリカちゃん）にモデルチェンジを行った。1977年にはポピーの「キャンディ♡キャンディ人形」とアサヒ玩具の「ピンク・レディー人形」がヒットし苦戦を強いられた。1990年代前半にはバンダイの「美少女戦士セーラームーン人形」のヒットで苦戦した。
現在の日本でも「着せ替え人形のリカちゃん」の認知は極めて高い。あまり人形に詳しくない人が他社の着せ替え人形も全て「リカちゃん」とひとくくりにしてしまうこともあるほどで、日本における着せ替え人形の代名詞と化している。その高い認知から旧タカラ時代から現在のタカラトミーに至るまで、リカちゃんはメーカーのコーポレートアイデンティティ的キャラクターに位置付けられ、広報・宣伝の顔の1つとなっている。また、可愛らしく親しみやすく家庭的なキャラクターイメージから、多くの企業や公共機関のCMキャラクターとして採用されている。
タカラ創業者の佐藤安太は、リカちゃんを米マテル社に売り込もうとしたことがあるが、担当者らに設定を説明し始めると「なぜ少女向けの人形に親が出てくるのか」と一蹴したという。
「香山リカ（商標の称呼はカヤマリカチャン、カヤマリカ、コーヤマリカ）」という設定上の本名をタカラが1999年3月9日に商標出願した際「同名の精神科医香山リカの承諾を得られていない」という理由で一度拒絶されたが、タカラが不服を申し立てた結果、精神科医香山リカの筆名の方が本商品に因んでいることが認められ、翌年9月21日、無事出願が受け付けられた。

## 商品展開
低年齢層の子供の「ごっこ遊び」による情操教育をテーマとする商品であるため、メインのリカちゃんと同時に多くの家族人形、ドレス、ハウス、小物が販売されている。メインターゲットは3〜6歳の女児で、その年齢の女児が好むピンク色を多く採用した商品ラインナップであり、仕様的にも幼児が1人で簡単に着せ替えできるようにワンピース型のドレスが多い。マクドナルド、ミスタードーナツ、サンリオ等、子供の好む飲食店やキャラクターとのタイアップ商品も多く、マクドナルドでは2017年からハッピーセットの着せ替え人形も発売しており、こちらはドレスがプラスチック製である。また、2017年から2019年のハッピーセットの人形とドレスは互換性があるので互いにドレスを着せ替えて遊ぶ事もできる（合計25体で625通りのコーディネートが可能）。旧タカラと旧トミーの合併後はディズニーとのタイアップ商品も発売された。
このように基本的に小さな子供向けの玩具だが、長い歴史を持つため、大人のファンやコレクターも多く存在する。まれに大人向けの凝った仕様の商品が発売されたり、レトロ趣味の人の間で旧型のリカちゃんが高額で取引されたりすることもある。

## 商品仕様
リカちゃんは年代によって改良が加えられ、1967年発売の初代と2009年現在のリカちゃんの仕様は大きく異なっている。ここでは2009年の現行販売されているリカちゃんとして展開されている。歴代の仕様については年表の項目を参照のこと。
胸部は ABS樹脂、腰部はポリプロピレン、腕・足・頭部はポリ塩化ビニル（ソフトビニル）、もしくは足はオレフィン系熱可塑性エラストマーから構成されている。腕・頭部のポリ塩化ビニルはゾル状からの射出成形、足はペレット状からの射出成形。近年、ポリ塩化ビニルに含まれる可塑剤の揮発による健康被害への対策として、使用する可塑剤が非フタル酸系に変更されたり、足の素材変更がされたりしている。腕の内部には、肌色のビニールでコーティングしたステンレス製の針金2本を中央部で合成ゴムで接続し、U字型に曲げたパーツが組み込まれ、この針金の変形の保持と、肩・腰・大腿付け根のジョイント部分の回転により、腕と足、首のある程度の可動やポージングが可能となっている。
リカちゃんの髪にはPVDC繊維が使われている。ごくまれにPVC繊維が採用されることもある。また、乳幼児の誤飲による窒息事故を避けるために、小さな部品には気道確保のための穴が開けられており、リカちゃんの靴や小物等には毒性の無い苦味成分が塗布されている。
人形の仕様は各商品によって細かい差異があり、様々な瞳の色やメイク、髪色・髪型のバリエーションが存在する。ほとんどの商品の製造は1回限りで、完売した場合は同じ仕様の商品が再生産される可能性は低い。
リカちゃんキャッスルの所在地である福島県田村郡小野町において、ふるさと納税の返礼として500体の「特製 リカちゃん人形」が開始から1ヶ月で全て返礼として在庫がなくなったと2017年6月に報じられた。

## キャラクター設定
時代によってバリエーションがあり、一定しない。リカちゃんに設定がつくられたのは、怪獣図鑑を参考にしたものである。2010年度の日本タレント名鑑（VIPタイムズ社刊）にプロフィールが掲載されている唯一の架空キャラクターでもある。理由はプロフィールがタレント並みに細かく設定されている、様々な会社のCMキャラクターとして活躍しており、タカラトミーがリカちゃんをタレントと認識してもらう為にタレント名鑑の掲載をお願いした。
- 本名：香山リカ[12]（苗字は女優の香山美子と加山雄三に由来[3]）
- 誕生日：5月3日[12]（「リカちゃんのアルバム」の設定では生年も含まれており、1967年5月3日と記載[13]）
- 年齢：11歳（小学5年生）[12]
- 星座：おうし座[12]
- 身長：142cm[12]
- 体重：34kg[12]
- 趣味：おかし作り[12]
- 性格：明るくてちょっぴりあわてんぼう[12]
- 将来の夢：ママみたいなデザイナー
- 好きな色：白とピンク[12]
- 好きな花：赤いバラ[12]

### リカちゃんの家族
- パパ：ピエール（音楽家）（フランス人、年齢：36歳、誕生日：8月8日、常に海外で仕事をしていて不在。[12][14]）
- ママ：織江（ファッションデザイナー、年齢：33歳、誕生日：7月7日ピエールと共に常に忙しい。[12][14]）
- 姉：リエ（旅客機客室乗務員、年齢・誕生日不明[15] - 1972年から1974年に商品が存在したキャラクターだが、現在の公式サイトには掲載されておらず「現在、消息不明」とされている[15]。2013年発行の「特別住民票」にも未掲載[注釈 1]）
- 妹：ミキとマキ（双子、年齢：4歳、誕生日：6月12日[12][14] - 「リカちゃんのアルバム」の設定では生年も含まれており、1974年生まれと記載[16]）
- 妹・弟：みく、かこ、げん（三つ子、年齢：1歳、誕生日：3月3日[12][14]）
- おじいちゃん：アルベール（ファミリーネーム、国籍不明。父方祖父）[17]、香山浩（国籍不明、母方祖父）[18]
- おばあちゃん：エレーヌ・ミラモンド（フランス人、年齢：63歳、誕生日：9月15日[19]）、香山洋子（日本人、母方祖母、年齢：56歳、誕生日：10月10日[12]）
- いとこ：シャルル
- ペット：プリン（犬）、レモン（犬）、ライム（犬）、ピーちゃん（インコ）

リカがフランス人と日本人のハーフという設定は、発売当時にハーフの少女タレントの高見エミリー（現・鳩山エミリー）が人気だったことによる。宣伝でも高見エミリーを使う予定があり、社内ではまだ名前が未定だったリカちゃん人形をエミリーと呼んでいたという）

### リカちゃんの将来
ここでは1997年に発売された、様々な年齢のリカちゃんを商品化したセット『リカちゃんのアルバム』に記載された設定、及びその延長上の設定を記載する。
- 1981年 学園祭でミス白樺に選ばれる（14歳）[22]。
- 1990年 外交官になる（23歳）[23]。
- 1992年 外交官のフランツ・シブレーと結婚する（25歳）[24]。
- 1997年2月11日 長女出産（30歳）[25]。
- 2000年 九州・沖縄サミットでは、外務省大臣官房国際広報室の室長補佐（33歳）。

その他
- 1999年、チョロQモータース社長に就任。
- 2006年4月1日、タカラトミーに入社。22歳、ハートヒルズ大学教育学部児童心理学科卒という設定。
- 2011年、ムッシュ熊雄の兄・熊麻呂と結婚。エステー「ムシューダ」CMでの設定[26]。

## 年表
公式設定ではリカちゃんの誕生日は5月3日。リカちゃんの人形が発売開始されたのは1967年7月4日とされるが、これについては幾つかの説があり7月1日ともいわれる。
- 1967年：初代リカちゃん発売。
発売時から約1年間は腰部にジョイントが無く、腹部にへそのあるボディだった。最初に発売されたのは栗色の外巻きカール、ツーテール、おさげの3種。途中からアップヘアが加わる。瞳の中の星はひとつ。
自社生産は行なわず、株式会社シバに生産を委託していた。
初出荷時には、漫画家の牧美也子が表紙イラストを描いたブックレットが封入されていた。
- 1968年：「リカちゃんトリオ」結成、「初代いづみちゃん」と「わたるくん」が加わる。
トリオ発売を機に、腰部にジョイントを付け、腰を回転できるボディへ変更された。
- 1969年：いづみちゃんの妹「くるみちゃん」とわたるくんの弟「ごろちゃん」が加わる。続いて「リカちゃんのママ」が登場する。
- 1970年：「レディリカ」発売。
通常販売されているリカちゃん（香山リカ）とは別設定の人形。ストレートヘアで名前は北原理香、年齢設定は16歳。翌年、ジュン（花園順子）とアヤ（白川彩）の3人で「花のトリオ」を結成する。
- 1971年：日焼けバージョンの「ピチピチリカちゃん」発売。
さらに肌色を濃くした水着バージョンの「クロンボリカちゃん」も追加発売。これら「ピチピチリカちゃん」シリーズでは、振り向いたとき首を傾げ可愛く見えるような専用ボディを使用していた。
1970年以降、一人勝ち状態となったことで、競争相手のない着せ替え人形市場は逆に不活性化してきた。そのため競合する「ドォン人形」等を自ら投入する余裕も見せた。
- 1972年：「姉のスチュワーデスのリエ」登場。
夏向け商品「ピチピチリカちゃん」、ハワイのお友だち「さわやかリーナ」に続き、夏山バージョンの豪華セットが発売されるも、この年で終了した。
- 1972年：2代目リカちゃん（ニューリカちゃん）発売。
初めて自社生産により誕生。栗色の外カール。瞳の中の星は三つ。顔もヘアスタイルもちょっぴり大人になった。バラ型のヘアピンが付属する。
ハウス類にも対応させるため、靴底に強力な磁石を付けるとともに、金属製のマグネットスタンドが付属するようになった。また「おでかけスタンド」に立たせると足が動き歩行できた。
当時の旧タカラの変身サイボーグ、ミクロマン等の男の子向け商品のラインナップ拡張と時期が重なったため、付属の説明書の構成がよく似ている。
- 1982年：3代目リカちゃん発売。
ヘッドおよびボディが変更され、初代および2代目よりすらっとした体形になった。口角が上がり、唇が厚くやや微笑んでいるような表情をしている。
3代目から髪型にバリエーションが加わり、初期には外巻きカール、ロングストレートや金髪のリカちゃんが発売された。
- 1987年：4代目リカちゃん発売。
現在まで発売が続いている長寿モデル。現行リカちゃんのバリエーションは全てこの4代目を基本に作られている。
この頃から、増渕宗一の『リカちゃん少女フシギ学』（新潮社、1987年）や『永遠のリカちゃん』（みくに出版、1992年）など本格的なリカちゃん研究が始まる。
- 1988年」「レディリカ（2代目）」発売。
リカちゃんの成長後という設定。
- 1992年： 5代目（ピンキーピンクリカちゃん）発売。
色白、小顔で大人びた表情をしたリカちゃん。
誕生25周年記念のスポット商品として1年間のみ生産された。販売実績があまり伸びなかったのは、表情が笑顔なのが逆に子供に受けなかったためと言われる。
- 1992年：誕生25周年を記念し、初代リカちゃん復刻版が発売される。
同時に記念ドールとしてリカちゃんのビスク・ドールも発売され、リカちゃん生誕50周年記念パーティへの招待状が付属していた。
- 1993年5月3日：福島県田村郡小野町にあるタカラ福島工場を「リカちゃんキャッスル」としてリニューアルオープン。
- 1997年：誕生30周年記念として「リカちゃんのアルバム」シリーズ発売。
0歳、3歳、14歳、23歳、25歳、30歳のリカちゃんと、リカちゃんの娘の7体入りで、リカちゃんの30年の成長を描いている。
1997年：「アイリッシュドレスデンリカちゃん」発売。
1997年：リカちゃん30周年とピンクハウス会社設立15周年を記念し、タイアップ企画「ピンクハウスリカちゃん」発売。
- 1998年：ご当地リカちゃん第1弾「琉球リカちゃん」発売。
1998年：サッカー日本代表のワールドカップ初出場を記念し「サッカーリカちゃん フランス98」発売。
- 2000年：第26回主要国首脳会議で各国首脳への記念品として、琉球リカちゃんの亜種「サミットリカちゃん」が贈られた。
- 2001年：「こんにちはあかちゃん」「マタニティーリカちゃん」発売。リカちゃんの成長後という設定。
- 2002年：誕生35周年記念として、2代目「かわいいリカちゃん」を復刻発売。
- 2002年：誕生35周年記念ドールとして、1億円相当のダイヤモンドをドレスやアクセサリーに散りばめた「ダイヤモンド・リカちゃん」が一点物として製作される。また一般市販バージョンとしてダイヤモンドのネックレスを付けた「ダイヤモンド・リカちゃん」が発売された。
- 2002年：「アイドルリカちゃん」発売。リカ、みい、もえの3人がアイドルグループ「ラブ♥リカ」としてデビューしたという設定。実際に「ラブ♥リカ」名義で楽曲も発表された。
- 2003年：販売5000万体を記念してヴィネット化した「リカヴィネ」発売。
- 2003年：お友達ドール「ななみちゃん」シリーズとして、「キラキラしんだん アイドルエステ ななみちゃん」発売。
2004年には「ハートヒルズ ななみちゃん」、2006年には「ペットサロン ななみちゃん」が発売されている。
- 2004年：サカタのタネとのタイアップ企画「虹色スミレリカちゃん」発売。
- 2004年：ピザーラとのタイアップ企画「ピザーラ リカちゃん」発売。
2013年4月20日には「バイクでおとどけ!ピザーラショップ」発売、新制服の「ピザーラのてんいんさん」リカちゃんも発売された。
- 2006年3月1日：タカラとトミーが合併し、タカラトミーとなる。少子化傾向の中、純玩具メーカーだった両社が将来を見据えた上での決断だった。
- 2007年：誕生40周年記念「横浜元町リカちゃん」発売。
1970年代後半から1980年代に流行した「ハマトラ」をコンセプト・イメージとした、横浜元町ブランドのファッションを身に着けた1000体限定ドール。横浜人形の家で行われたリカちゃん&ジェニー「永遠の夢の世界展」開催記念に発売。この人形は横浜人形の家のプロデューサーでおもちゃ鑑定士の北原照久の企画[27]により実現した。
- 2007年：「プリンセスカールマリアちゃん」発売。
「女の子のおしゃれ」が基本コンセプト。新素材の形状記憶ポリマーヘアーを使用し、髪に熱を加えずにカールやワッフルといった髪型遊びが出来るため好評を博し、メーカーとしては異例の追加生産を行なった。
- 2007年：かつて登場したお友達ドール「もえちゃん」を幼稚園の先生という設定で再発売。
- 2008年：「ビューティーカールマリアちゃん」発売。
2007年の「プリンセスカールマリアちゃん」と髪型遊びが好評だったため、同製品をブラッシュアップしたもの。
- 2008年：「ビューティーカットアリスちゃん」発売。
この「ビューティーカットアリスちゃん」は、髪にヘアーエクステンションを付けたり外したりという髪型遊びができる。
同時にリカちゃんにも「ビューティーロングリカちゃん」としてロングヘアモデルが登場。リカ、マリア、アリスの3人で「ビューティーモデルズ」というコンセプトで展開する。
- 2008年：ミスタードーナツとのタイアップ企画「リカちゃんミスタードーナツショップ」発売。店員制服ドレスも発売。
「リカちゃんミスタードーナツショップ」は2011年、2015年にリニューアル発売され、新制服ドレスも発売された。
- 2009年1月20日：この日をもって、オフィシャルファンクラブ「リカちゃんフレンド」の新規会員募集中止。
2010年1月の年賀状送付を最後に、活動を停止する予定との告知がされる。
- 2009年：モスバーガーとのタイアップ企画「リカちゃん モスバーガーショップ」発売。店員制服ドレスも発売。
- 2009年：「カラーチェンジリカちゃん」「カラーチェンジさくらちゃん」を発売。
この「カラーチェンジリカちゃん」「カラーチェンジさくらちゃん」は、温めると髪の色を変えられるという髪型遊びができる。これにより「ビューティーモデルズ」シリーズにさくらちゃんが追加。
- 2010年9月1日：日枝神社とのタイアップ企画「日枝神社の巫女リカちゃん」を七五三参拝者の記念品として配布開始。
- 2011年：サーティワンアイスクリームとのタイアップ企画「リカちゃん サーティワン アイスクリームショップ」発売。新制服ドレスも発売された。
2018年には「リカちゃん サーティワン アイスクリームショップ」がリニューアル発売、店員制服ドレスもリニューアル発売された。
- 2011年9月：「カラーチェンジエミリーちゃん」「カラーチェンジひなちゃん」を発売。
「カラーチェンジエミリーちゃん」「カラーチェンジひなちゃん」も、同じく温めると髪の色を変えられるという髪型遊びができる（ブログでは、エミリーちゃんは留学先から帰国したという設定になる）。
- 2011年：「ファンタジーリカちゃんシリーズ」のCMキャラクター、タカラトミー「リカちゃんカタログ 2011.4 - 2011.9」のモデル、インタビューに、女優の芦田愛菜を起用する[注釈 2]。
- 2013年5月3日：リカちゃんキャッスル開業20周年を記念し、小野町からリカちゃんファミリーに特別住民票が公布された[28]。
- 2013年：「トリプルカラーチェンジ リカちゃん」発売。日本おもちゃ大賞2013のガールズ・トイ部門で大賞を受賞する[29]
- 2014年2月1日：くまモンとのタイアップ企画「くまモン×リカちゃん」発売。くまモン風の衣装を着たリカちゃんに、リカちゃんサイズのくまモンのぬいぐるみが付属する。
- 2014年4月：新シリーズとして、アイドルをテーマにした「原宿ガールズスクール」を展開。リカちゃんと他2名がオーディションに合格し「HGS」というアイドルグループとしてデビューするという設定。ARアプリと連動し、スマートフォンなどで「HGS」の映像が見られるほか、芸能事務所アミューズの協力で実際に「HGS」の楽曲を制作し音楽配信を行った[30]。
- 2014年6月：公式Twitterアカウント（@bonjour_licca）開設。
- 2014年10月：ピエールが「イクメン オブ ザイヤー 2014」キャラクター部門を受賞。
- 2014年11月15日：大人向けリカちゃんの試みとして、光文社の女性ファッション雑誌『VERY』とのタイアップ企画「VERYコラボ コーディネートリカちゃん」第1弾を発売。
これが好評を博したことから、2010年代後半より大人向けリカちゃんシリーズの展開が増えることとなる。
「VERYコラボ コーディネートリカちゃん」は、2017年11月11日に『VERY』ブック付きの第2弾、2020年11月7日には第3弾が発売され、シリーズ展開となった。
- 2015年4月：「キラかみ リカちゃん」「キラかみ さくらちゃん」発売。
- 2015年7月：新フレンドドール「キラかみカール ひまりちゃん」発売。
- 2015年：大人向けリカちゃんブランド「LiccA（リカ）」を創設し「リカ スタイリッシュドールコレクション」としてシリーズ展開を開始。同年6月予約受付開始、12月発売。第1弾として「カプチーノ ワンピーススタイル」発売。限定1000体で自然なボディーラインなど細部にこだわったリカちゃん人形が発売され、1体10,800円という子供向けの3倍以上の価格ながら予約開始3日で完売した。
- 2016年3月：アメリカの女性人気シンガー、アリアナ・グランデの日本版ミュージックビデオ『フォーカス』に出演し、衣装・メイク・髪色などもアリアナに似せてダンスも披露した[31]。リカちゃんが海外アーティストとコラボレーションするのは初の試みである[32][33]。なお出演したリカちゃんは同年6月発売の「リカビジューシリーズ」の「ルミナスピンク」である[34]。
- 2016年6月18日：大人向けリカちゃんブランド「リカビジューシリーズ」が誕生、第1弾として人形4種が発売される[34]。「ビジュー (bijou) 」は宝石を意味するフランス語で「宝石のようなきらめき」をイメージして命名された[35]。以降、2018年8月4日発売の第5弾まで計11体の人形および別売りドレスがシリーズ展開された。
- 2017年3月：2017年度のフランス観光親善大使にくまモンと共に選ばれる。15日、同国大使公邸にて行われた「2017年 フランス観光キャンペーン披露記者発表会&観光親善大使任命式」に参加、任命状を受け取った[36]。くまモンとのコラボレーションは2014年に続き2度目となる。
- 2017年3月22日：この日から「誕生50周年 リカちゃん展」が松屋銀座を皮切りに全国巡回開催。展覧会オリジナル商品や各企業との50周年記念コラボレーション商品も随時展開される。
- 2018年3月3日：リカちゃん50周年記念事業が、第12回声優アワード特別賞を受賞[37]。
- 2020年2月15日：大人の女性向けリカちゃんとして、リアルクローズ（大人の女性が実際に着るようなファッション性の高い衣装）を身にまとった新シリーズ「リアルコーディネートスタイル」を展開開始。2018年に終了した「リカビジューシリーズ」の事実上の後継となる。第1弾として「ガーリーフルラージュ」を発売。
「リアルコーディネートスタイル」第2弾として、2021年10月16日に「ムートンミックス」が発売されている。
- 2020年4月25日：「ゆめいろリカちゃん カラフルチェンジ」発売、初年度に10万個以上を出荷するヒット商品となる[38]。
- 2020年9月1日：17歳の現役女子高生という設定の「#Licca（ハッシュタグ リカ）」発売[39]。
- 2021年4月：ライオン株式会社の解熱鎮痛薬「バファリン」の新アンバサダーとしてリカちゃんが起用され「バファリンアンバサダーLicca オリジナルドール」が制作された[40]。
- 2021年6月19日：「マジックロングヘア リカちゃん」発売[41]。付属品を使うことで最長約30センチまで髪を伸ばしたり元に戻したりすることができる[41]。

## 関連施設

### リカちゃんキャッスル

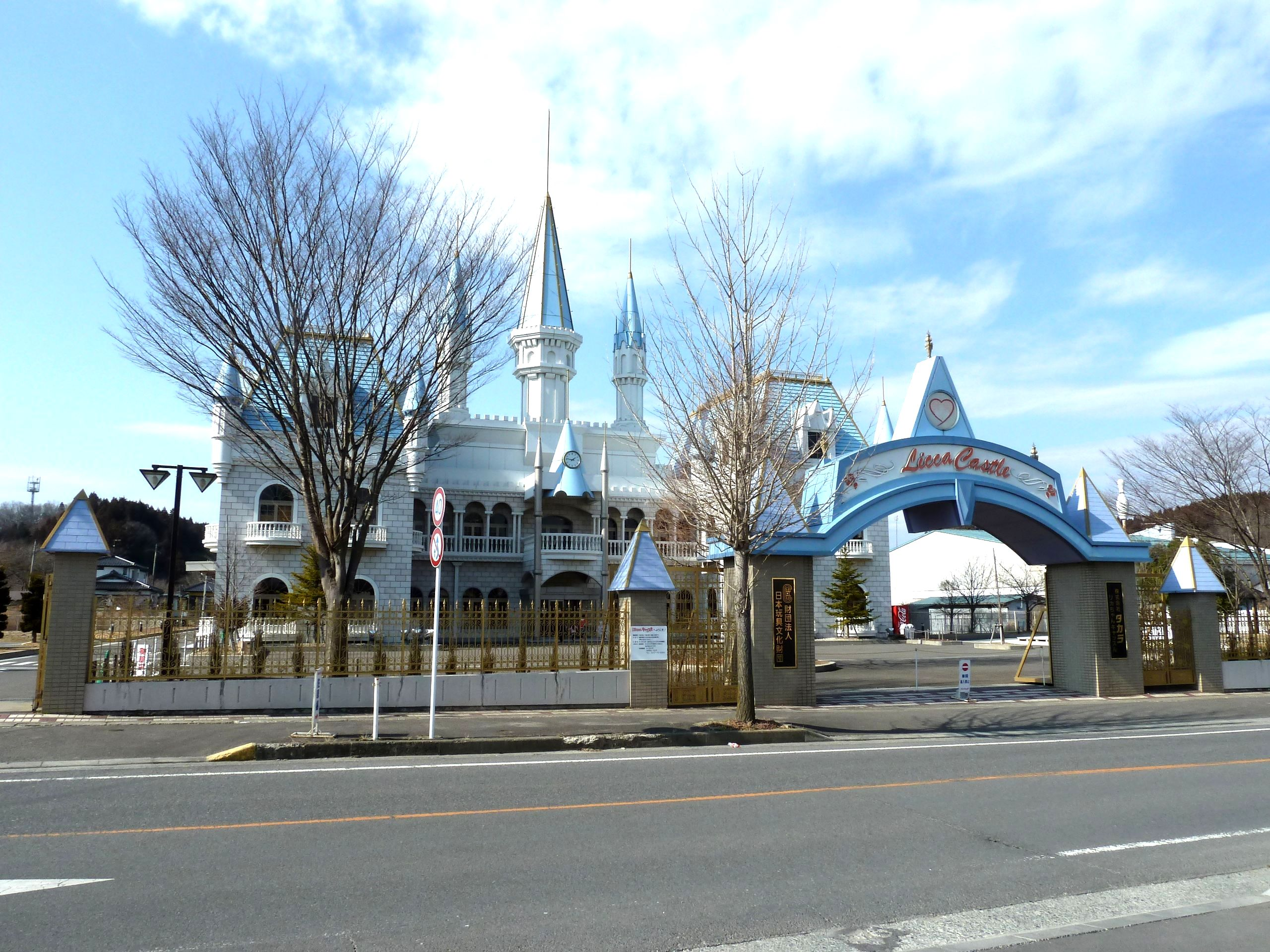
リカちゃんキャッスル

福島県田村郡小野町にあるリカちゃんの工場兼展示施設。以下「キャッスル」と呼称する。
旧タカラの福島工場として設立され、主にリカちゃんやジェニー等の人形の生産を行っている一部門だったが、後にタカラいわき工業株式会社として分社化。2006年2月、旧タカラと旧トミーの合併前に自社株買いにより資本的に独立し、社名を「リカちゃんキャッスル株式会社」に変更。2011年1月1日からは法人名を「リトルファクトリー株式会社」に変更した。OEMとしてはタカラトミー社向け商品の製造以外に、株式会社スターの製品や株式会社アゾンインターナショナルの製品の製造を請け負っている。
小野町の観光名所の1つでランドマーク的存在でもあり、キャッスルの開設に合わせてリカちゃんは小野町の「町おこしプリンセス」に任命された。以降、町とキャッスルは観光や地域雇用に於いて積極的な連携を行っている。キャッスル付近の橋にはリカちゃんの銅像が立っている。キャッスル側でも小野町に伝わる小野小町伝説にちなみ、十二単を着た「小野小町リカちゃん」を製造、販売している。なお、キャッスルの名誉館長は歴代の小野町町長が務めている。
2014年8月1日東京都中央区日本橋に、大人のためのドールショップ「リカちゃんキャッスルのちいさなおみせ」をオープン。リカちゃんキャッスルやイベントで販売していないオリジナル商品も販売している。

### リカちゃんCLUB67
2000年10月7日にオープンした、東京都中央区にある玩具販売店「博品館TOY PARK」地下1階にある、リカちゃんとジェニーの専門店のこと。既製品に加え、リカちゃんCLUB67オリジナルの人形や人形用ドレスも販売されている。店名の「67」は、リカちゃんが1967年に販売開始されたことにちなむもの。

### リカちゃんタウン
かつて富士急ハイランドにあった、ファミリー向けアトラクションの1つ。2002年7月21日にオープンした。人間サイズに再現されたリカちゃんハウスや、CGによりリカちゃんと一緒に写真が撮れるスタジオ、リカちゃんをイメージしたデザートが食べられるカフェ、売店等が併設されていた。
リカちゃんタウンのオープン以降、富士急行が高速バスの富士河口湖線（新宿 - 富士五湖方面間）で、リカちゃんのラッピングバスを運行していた。また、富士急ハイランドに隣接したホテル「ハイランドリゾート・ホテル&スパ」には、リカちゃんの世界観をイメージして内装からアメニティまでがトータルデザインされた客室「リカちゃんルーム」があった。
リカちゃんタウンは2009年1月12日、リカちゃんルームは2009年1月15日に営業終了した。

## 関連商品

### #Licca
#Licca（ハッシュタグ リカ）は、2020年9月1日にデビューした、17歳になったリカちゃん。誕生から53周年のリカちゃん(11歳)が17歳になった。

以下は公式プロフィールより：
- 本名：香山リカ（Lica Kayama）
- 年齢：17歳
- 職業：都内の高校に通うSJK、インスタグラマー、読モ
- seventeen_licca (@seventeen_licca) - Instagram

リカちゃんとの違い
- 身長が約5cmUP
- 脚が長く、材質が異なる（組んだり、肩幅に広げて立ったりできる。自立は不可）
- リカちゃんと#Liccaのクツや服は共通だが、ズボンなど#Liccaには着られないものも一部ある

### フレンドドール

#### 女の子
- いづみちゃん（初代）
  - 1968年発売。初代リカちゃん、わたるくんとともに「リカちゃんトリオ」を組んでいた。本名は佐藤いづみ（いずみ）。初期の睫毛は7本、後期は4本に変更されている。
- くるみちゃん
  - 1969年発売。初代いづみちゃんの妹。本名は佐藤くるみ。
- 魔法のマコちゃん
  - 1971年発売。テレビメイトの一人で、テレビから抜け出してきたという設定。アニメに忠実なアイプリントで、衣装もアニメと同様のものが販売された。
- さわやかリーナ
  - 1972年発売。1972年の1年間のみ発売された、初代リカちゃんの日焼け版「ピチピチリカ」のハワイの友達。
- 魔法使いチャッピー
  - 1972年発売。（初代リカのボディが流用されてはいるが、魔法のマコちゃんの様なテレビメイトとは異なる単独商品で正確にはフレンドではなく亜種）アニメに忠実なアイプリントで、服や髪飾りまでアニメと同様だった。
- ハルミちゃん
  - 1973年発売。2代目リカちゃん、パットちゃんとともに「なかよしトリオ」を組んでいた。グリーンの瞳が印象的。スーパーマーケットの娘で姉は医者。本名は朝丘ハルミ。
- パットちゃん
  - 1973年発売。2代目リカちゃん、ハルミちゃんとともに「なかよしトリオ」を組んでいた。最初は「へんしんパットちゃん」のみだったが後に「タレントパットちゃん」が発売された。本名はパトリシア。
- あわてんぼクルリちゃん
  - 1976年発売。顔が回転するギミックがついている。おてつだいレストランで手伝いをしているが、失敗ばかりしてはおどけている。
- おてつだいロボ家族・コックちゃん、クリーナちゃん
  - 1976年発売。おてつだいレストランで働いている。
- チコちゃん
  - 1976年、1981年発売。1976年に発売されたのは「おてつだいチコちゃん」、1981年に発売されたのは「おかいものチコちゃん」。
- 1丁目のテテちゃん
  - 1977年発売。手が左右に動くギミック付き。ほかほかベーカリー・ジュースパーラーで働いている。
- おかいものサッちゃん
  - 1977年発売。カスタネットの音(似た音にも)に反応し、動いたり止まったりする。歯を出して笑っているのが特徴。
- リナちゃん
  - 1977年発売。ロングヘアのリカちゃんと共に「ファッションペア」を組んでいる金髪の少女。瞳は緑色でマンガチック。本名は水原リナ。
- プティアンジェ
  - 1977年「リカちゃんテレビのおともだち」として発売。アニメ「女王陛下のプティアンジェ」（77～78年・テレビ朝日系列）の主人公
- いづみちゃん（2代目）
  - 1978年発売。リカちゃんのママが経営するパーマ屋さんで知り合った。付け毛などで髪をアレンジするのが好き。髪型は当時流行したオオカミカット。
- ひとみちゃん
  - 1979年発売。なかよし病院の看護婦さん。ワンタッチブーツと呼ばれる特殊なブーツを履いていた。
- LORI
  - 1981年発売。アメリカで輸出販売していたLISA（リカちゃんの外国名）の唯一のお友達。髪型は2代目いづみちゃんと同じだが、顔は全く違う。
- まきまきカールのまゆみちゃん
  - 1982年発売。髪の毛1本1本にワイヤーが仕込んであり、簡単にカールをつけることができる。
- ちえみちゃん
  - 1983年発売。3代目リカちゃんとかおりちゃんとともに「リカちゃんトリオ」（2代目）を組んでいた。看護婦になるのが夢であり、ブーツが大好き。本名は河合ちえみ。
- かおりちゃん
  - 1983年発売。3代目リカちゃんとちえみちゃんとともに「リカちゃんトリオ」（2代目）を組んでいた。お風呂が大好き。本名は水野かおり。
- ファニー&ロンド
  - 1984年発売。ファニーはイギリスから来たピアノや絵が上手な女の子、ロンドはファニーのペットでヨークシャーテリアの名前。
- おしゃれなメルニー
  - 1985年発売。腰部分が回転し、スカート部分が変えられるギミック付き。
- リカちゃんのアニメフレンド小公女セーラ
  - 1985年発売。アニメ本編とは全くと言っていいほど似ておらず、衣装もアニメと同じものは発売されなかった。
- まきまきリボンのさやかちゃん
  - 1986年発売。リボンを髪の毛にまくのが得意。すかいらーくのフルーツサンデーがお気に入り。
- ナースちゃん
  - 1986年発売。リカちゃん病院「すこやかさん」の看護婦さん。3〜4代目に渡って販売されたお友達。
- パレットF
  - 1987年発売。アメリカから来たパーティー好きの帰国子女。絵の具のようによく変身するため、このあだ名が付いた。リカちゃんと同じ白樺町に住む。
- プルルンちゃん
  - 1988年発売。メルヘンの国で、リカちゃんとお友達になった花の妖精。ひみつの花ステッキで、魔法を使う。
- ユメカちゃん
  - 1988年発売。ビニール製のドレスを着ており、腕も足も曲がらない。アイプリントも2色しか用いられていない。
- いづみちゃん（3代目）
  - 1990年発売。本名は白鳥いづみ。誕生日：10月5日[46]
- はりきりマイちゃん
  - 1992年発売。本名は江原マイ。足が車輪になっており、両手にトレイを乗せると歩く。
- リカちゃんのおともだちクニちゃん
  - 1994年に発売したリカちゃんのファンであるタレントの山田邦子の人形。
- コンビニみほちゃん
  - 1994年発売。本名は安達みほ。にじいろが丘のリカちゃんコンビニで働く。
- シャンプーリボンちゃん
  - 1996年発売。本名は大空リボン。専用ポンプでシャンプー遊びができる。双子の弟のゆう、だいも発売された。
- パリのおともだちショコラ
  - 1998年発売。フランスのお友達。頭の型番号はジェニー・フレンドドールのティモテと同じ。
- あきちゃん
  - 1999年発売。本名は木村あき。誕生日：9月11日[47]。
- きらちゃん
  - 1999年発売。本名は星野きら。誕生日：3月6日[48]。
- もえちゃん
  - 2002年発売。本名は春野もえ。誕生日：10月17日[49]。
- みいちゃん
  - 2002年発売。本名は可愛みい。誕生日：1月12日[49]。
- ななみちゃん
  - 2002年発売。本名は藤本七海。アイドルリカちゃん新メンバーオーディションでグランプリを受賞した藤本七海の名前が付けられた。
- スイーツちゃん
  - 2005年発売。ハートヒルズのクレープパーラーで働いている。
- マリアちゃん
  - 2007年発売。リカ旅ブログでパリに来ていたリカちゃんと出会う。フランス出身。リカちゃん、アリスちゃんとビューティーモデルズを結成。誕生日は8月2日。
- アリスちゃん
  - 2008年発売。イギリス出身。リカちゃん、マリアちゃんとビューティーモデルズを結成。
- さくらちゃん
  - 2010年発売。メイクアップアーティスト志望の日本人の女の子。誕生日は4月22日。
- エミリーちゃん
  - 2011年発売。デザイナー志望のしっかりとしたおねえさんタイプの女の子。誕生日は9月15日。頭の型番号はショコラ同様ジェニー・フレンドドールのティモテと同じ。
- ひなちゃん
  - 2011年発売。頭の型番号、アイプリントはななみちゃんと同じ。アイドル志望のお菓子作りが好きな女の子。
- みゆちゃん
  - 2012年発売。獣医志望の動物好きの女の子。誕生日は12月20日。
- ビッキーちゃん
  - 2012年発売。ホビーショーなどでは「かなでちゃん」という名前だった。台北市内リカちゃん専門コーナーの開設と同時に発売。台湾の子供向けにデザインされた。台湾在住の台湾とアメリカのクォーター。
- つばさちゃん
  - 2014年発売。本名は蒼井つばさ。リカちゃんとアイドルユニット「HGS」としてデビュー。誕生日は12月23日。
- みさきちゃん
  - 2014年発売。本名は大島みさき。リカちゃんとアイドルユニット「HGS」としてデビュー。誕生日は7月19日。
- ひまりちゃん
  - 2015年7月「キラかみカール ひまりちゃん」として発売。髪の毛に形状保持素材を使用している。運動が得意で明るく元気なしっかり者の女の子。誕生日は8月3日。
- かれんちゃん
  - 2019年4月発売。才色兼備で、みんなでわくわくするのが大好きな女の子。誕生日は10月7日。
- セイラちゃん
  - 2020年7月発売。スターライト王国のプリンセス。好奇心旺盛で勉強好きの大人っぽい女の子。誕生日は8月21日。
- ゆいゆい
  - 2022年3月発売。本名は水野ゆいみ、17歳。#Liccaと同じ高校に転校してきたSJK。

#### 男の子
- たちばな　わたるくん（名字の漢字表記は当時のブックレット及びリカちゃんフレンドの質問回答欄でも「橘」表記のみ）
  - 1968年発売。初代リカちゃんのボーイフレンド。初代リカちゃん、いづみちゃんとともに「リカちゃんトリオ」を組んでいた。リカちゃん、いづみちゃんより1級上で6年生。
- たちばな　ごろ（名字の漢字表記は当時のブックレット及びリカちゃんフレンドの質問回答欄でも「橘」表記のみ）
  - 1969年発売。わたるくんの弟。「巨人の星」が好き。
- 藤原マサトくん
  - 1976年発売。勉強もスポーツも万能な6年生。テニスが趣味。
- 佐藤イサムくん
  - 1981年（初代）発売。初代は眉が太く、2代目は眉がやや細くなった。下手だがサッカーが好きで、勉強が得意。ギターを弾くのが趣味。誕生日：7月11日[50]。
- パリのいとこシャルル
  - 1998年発売。リカちゃんの従兄弟でショコラのボーイフレンド。11歳のフランス人。フルネームはシャルル・ミラモンド。父はリカちゃんのパパ、ピエールの弟でF1レーサーのリュック、母は元ファッションモデルのテレーズという設定が、発売年当時の「たのしい幼稚園」に掲載された。
- かけるくん
  - 2000年発売。リカちゃんのボーイフレンド。白樺学園中等部の2年生。ブラジルでプロサッカー選手になることを目指す明るい男の子。たくみくん、あつしくん、しょうくんと4人でバンドを組んでいる。バンドではギターを担当。初期商品には「滝沢駆」というフルネームの設定があったが、再販からはひらがなの名前のみで販売された。
- たくみくん
  - 2000年発売。いづみちゃんのボーイフレンド。白樺学園中等部の2年生。趣味はパソコンで作曲が得意。バンドではベースを担当。初期商品には「渋谷匠」というフルネームの設定があったが、再販からはひらがなの名前のみで販売された。
- あつしくん
  - 2000年発売。あきちゃんのボーイフレンド。白樺学園中等部の2年生。趣味は読書でピアノが得意。バンドではキーボード担当。初期商品には「相葉温」というフルネームの設定があったが、再販からはひらがなの名前のみで販売された。
- しょうくん
  - 2000年発売。きらちゃんのボーイフレンド。白樺学園中等部の2年生。ストリートダンスが得意で時々DJもやっている。バンドではドラムを担当。初期商品には「今井翔」というフルネームの設定があったが、再販からはひらがなの名前のみで販売された。
- レンくん
  - 2008年発売。ヘアスタイリストを目指しているおしゃれな男の子。
- はるとくん
  - 2016年発売。フルネームは桜井遥斗。リカちゃんの家の向かいに住む、スポーツが得意で優しいお兄さん。誕生日は4月3日。

### ようちえんのおともだち
マキちゃん、ミキちゃんサイズの人形。

#### 女の子
- あわっこアコちゃん
  - 1977年発売。お風呂とセットで販売されており、シャンプーを使って遊ぶ。リカちゃんとの位置づけは不明。
- なきむしジュンコちゃん・ごきげんモモエちゃん
  - 1976年発売。わんさかシリーズの一種で、2体セットで売っていた。リカちゃんとの位置づけは不明。
- リカちゃん
- いづみちゃん
- パリのおともだち ショコラ
- パリのおともだち ミルクちゃん
- クリームちゃん
- みほちゃん
- リボンちゃん
- プルルンちゃん
- まいちゃん
- あきちゃん
- きらちゃん
- うさちゃん
- おみちゃん
- いとちゃん
- えりちゃん
- えみりちゃん
  - 名前の通り、目を閉じて笑っている人形。
- すやかちゃん
  - 名前の通り、眠った感じに目を閉じている人形。
- 海のおともだち みなとちゃん
- 山のおともだち こえだちゃん
- ちゅうごくのおんなのこ メイレイちゃん
- アメリカのおんなのこ キャンディーちゃん
- にほんのおんなのこ みはるちゃん
- インドのおんなのこ ターラちゃん
- アフリカのおんなのこ ボンボちゃん
  - ようちえんのおともだち人形では珍しい小麦色の肌の人形。
- あおいちゃん

#### 男の子
- イサムくん
- パリのおともだち シャルル
- パリのおともだち アイスくん
- マロンくん
- えいじくん
- あゆむくん
- いくおくん
- おとみくん
- うみたくん
- ゆうくん
- だいくん
- めがねくん
  - 名前の通り眼鏡をかけている人形。
- 海のおともだち そらくん
- 山のおともだち きのみくん
- イギリスのおとこのこ チャールズくん
- りくくん
- ともくん

### 限定商品
- 復刻版2代目リカちゃん
- ループウイラーリカちゃん
- コムサ・デ・モードリカちゃん
- 東京ミュウミュウリカちゃん
- ドラゴンズリカちゃん
- 久月・タカラトミーコラボレーション雛人形
  - リカちゃんのひな人形
    - リカちゃん単体のみ

  - リカちゃん雛人形
  - 伝統工芸品衣装仕様 江戸小紋+会津塗り
  - 伝統工芸品衣装仕様 結城紬+会津塗り
  - 伝統工芸品衣装仕様 越後紬+明石縮+会津塗り
  - 豪華リカちゃん雛人形
    - 人形屋ホンポとスワロスキーのコラボバージョン

  - 豪華リカちゃん雛人形
    - スワロスキーのコラボヴァージョン

以上の人形はリカちゃんとかけるくんのセット。
- ANA'sリカちゃん
  - 1997年2月17日、全日本空輸 (ANA)は同社のキャビンアテンダントの制服を着た「ANA'sリカちゃん」を発売した。国内線の機内のみの販売だったが、約2週間で完売した。好評を得ていたため7月1日に再発売した。企画の発案者はANAに勤めていた森川佳世。彼女は「自分の会社の制服を大好きなリカちゃんに着せたい」と思いついた事が発端であり、発売元となるタカラも賛成した[51]。
- 松田聖子ドール Seikoちゃん
  - 1998年に発売した松田聖子を模した人形。フローレスセイコ限定。
- 高校生リカちゃん
  - トイザらス限定の人形、種類は多数。
- 高校生イサムくん
  - 2000年に発売したトイザらス限定の人形。
- 高校生あきちゃん
  - 2001年に発売したトイザらス限定の人形。
- ハローマック限定リカちゃん
  - 種類は多数の限定人形。
- プラスe限定リカちゃん
  - 2003年に300体限定で発売され、服などの組み合わせが自由に行えた[52]。
- 小田急 ロマンスカー アテンダント リカちゃん
  - 2005年10月1日発売、小田急電鉄・特急ロマンスカーのアテンダントの服を着ている。
- レアルリカちゃん
  - 2006年に実施されたミスタードーナツのキャンペーンにおける懸賞品。レアル・マドリードのユニフォームを着用している。CMにはラモス瑠偉が出演。
- 制服リカちゃん
  - 2008年2月に文化女子大学附属杉並中学校・高等学校の赤リボンと黄色リボンの2種類が発売された。
  - 特注品として、その他の女子校の制服を着用したものも制作された。但し、PTAや同窓会など、その学校に関係する団体のみへの販売となり、個人購入は不可[53]。
- ルノワール＋ルノワール展ルノワールリカちゃん
  - 2008年2月フランス印象派のピエール＝オーギュスト・ルノワールが発表した作品『ぶらんこ』に登場する女性をリカちゃんで再現。
- 王様のブランチ姫様リカちゃん
  - 2009年発売、はしのえみが扮する姫様の服装をしたリカちゃん。
- 赤いくつリカちゃん[54]
  - 2009年発売。
- 日枝神社 (千代田区)日枝神社の巫女リカちゃん
  - 2009年配布開始、日枝神社で実際に奉仕する巫女さんをモデルにして白衣緋袴の服装をしたリカちゃん。七五三の記念品として配布される。※販売はしていない。
- スパリゾートハワイアンズリカちゃん
  - 2013年発売予定。スパリゾートハワイアンズのフラガールがモデルで、「フラダンサー」と「タヒチアンダンサー」の2種類。
- 八重の桜リカちゃん
  - 2013年発売。大河ドラマ八重の桜のヒロインに扮したリカちゃん。
- LD-15 初音ミクリカちゃん
  - 2013年7月13日発売。
- LD-16 くまモン×リカちゃん
  - 2014年2月1日発売。
- プリパラらぁらリカちゃん
  - 2014年12月13日発売。
- マイメロディだいすき リカちゃん
  - 2015年5月23日発売。
- 横浜元町リカちゃん WINTER EDITION

### ぐるナイリカちゃん関連
2009年1月2日放送回ぐるぐるナインティナイン「グルメチキンレース・ゴチになります!」で、岡村隆史が持参した「うなずきん ゴチになりますver.」に対抗し、森泉がタカラトミーに特注したリカちゃん人形から、商品化になったシリーズである。
- 森泉バージョン
  - 2009年1月2日の放送で森が持参したリカちゃん。祖母の森英恵がデザインした制服を着用。2009年9月10日に放送されたファンからの要望で同年10月に発売。通常の箱にナインティナインの2人の学生服姿のコミカルイラストシールが追加されている。
- 佐々木希バージョン
  - 2010年8月12日の放送で佐々木が持参したリカちゃん。服は佐々木が番組で着用している制服と同じ。同年10月21日発売。通常の箱に森とは別バージョンのナインティナインの2人の学生服姿のコミカルイラストシールが追加されている。
- リカちゃんのご近所に住む?田山君
  - 2011年7月28日放送の公開と同時にクーポンサイト「日テレグルチケ」で8月4日まで限定販売。この人形はリカちゃんではなく、番組の詰襟制服を着た、俳優・田山涼成をモデルにしている。身長は30cm。注文数1000体を達成したら商品化の予定だったが120体までしか達せず[55]、2011年8月18日放送回において、羽鳥慎一から発売中止が発表され、更に今回のクーポンサイトでの最多購入地域は田山の地元・愛知県という事も発表されている。

### アイリッシュドレスデンリカちゃん
1992年、リカちゃん生誕30周年記念ドールとして発売された。陶器製。パート1と2があった。

### リカちゃんキーホルダー・ストラップ
身長10cmくらいのリカちゃんのキーホルダーとストラップ。髪は植毛ではなく成型品だが、服は布製で着せ替えができる。
1992年、リカちゃん生誕25周年記念で初代リカちゃんが復刻された際に、初代リカちゃんをそのまま縮小したデザインで制作販売されたキーホルダーが最初。その後、タイアップ商品である琉球リカちゃんキーホルダー・ストラップが35万個も売れたのを受け、全国各地から様々なご当地リカちゃんキーホルダーやストラップが次々に発売されるようになった。現在ではどれぐらいの種類があるのか全て把握するのは困難な程に、全国で様々な企業や公共機関とのタイアップ商品が続々と発売されている。このキーホルダーやストラップだけを専門に集めるコレクターも存在する。

### ぬいぐるみ
- Steiff Licca Teddy
マルガレーテ・シュタイフ製。リカちゃん生誕35周年の2002年に発売されたリカちゃんをテーマとしたテディベア。
- リカちゃんドリームケース
マルガレーテ・シュタイフ製。リカちゃん生誕40周年の2007年に発売された、リカちゃんをテーマとしたテディベアとベア用ドレスのセット。

### 種苗
- 虹色スミレ
サカタのタネとの共同企画展開。2004年、パンジーの新品種「虹色スミレ with Licca」の苗と、数量限定の記念人形「虹色スミレリカちゃん」が同時発売され、「虹色スミレ with Licca」については2010年5月末の企画終了まで毎年新色の品種が発売された。各売上金の一部は骨髄バンクに寄付された。

## 関連サービス

### リカちゃん電話
1968年10月から開始された、リカちゃんの声が聞けるテレフォンサービス。1967年、タカラの本社の電話に一人の女の子から「リカちゃんいますか？」と電話がかかってきた事がきっかけで開設された。当初は人間（初期は女性社員、後にアルバイト）が応対していたが、1968年10月からテープによる自動応答となる。公式にはこの自動応答となった時期をもってリカちゃん電話の開設としている。2002年時点で延べ通話数は1000万通話を超え、2007年時点で月に約1万件の電話が来る。電話番号はサービス開始当時のものから変更されている。現在の番号は外部リンクを参照のこと。
タカラトミーも出資している東京都葛飾区のコミュニティFMかつしかFMでは、朝の番組「モーニングジャーナル」内でリカちゃん電話のコーナーが設けられていた。

#### リカちゃん電話の声優
- 初代：杉山佳寿子[59]（1968年 - 1997年[60]）
- 2代目：大野まりな[61]（1997年 - 1999年）
- 3代目：星河舞[62]（1999年? - 現在）

#### こぼれ話
かつて、平良海上保安署（2019年現在の宮古島海上保安部）の電話番号がリカちゃん電話のそれと酷似していたため、子供たちからの間違い電話が相次いだことがあった。

#### 都市伝説
リカちゃん電話には、都市伝説が存在する。1人で留守番をしている女の子がリカちゃん電話にかけると、リカちゃんが「これからお出かけするところなのよ」という内容が流れる。もう1度電話すると「お出かけ中」、さらに電話すると「あなたの家の前よ」となり、段々近づいてくる。そして、最後は「今、あなたの後ろよ……」というのがオチで、メリーさんの電話という都市伝説のバリエーションである。この他に「3本足のリカちゃん人形」という怪談系都市伝説も存在する。

### インターネットサービス
- リカちゃんタウンオンライン
2006年に開設された、リカちゃんの町をモデルにした子供向けのコミュニティサイト。
- @Licca
2006年に開設された女性向けソーシャル・ネットワーキング・サービス。リカちゃんのアバターが利用できる。
- i Love リカちゃん
iモード向けサービス。リカちゃんの待ち受け画像等を配布。
- メロディーコールリカちゃん
iモード向けサービス。リカちゃんの着ボイス等を配布。

## 派生作品

### 音楽作品
- 涼川真里（真理）（後に小林由紀子に改名）が、「香山リカ」の変名で発表した[65]楽曲。
  - リカちゃんトリオ（1969年、テイチク、作詞：伊藤アキラ、作・編曲：越部信義、歌：香山リカ、いづみ、わたる）

B面は「リカちゃん」（歌：香山リカ、トリオ・サウンズ。作詞者、作・編曲者はA面と同じ）。
  - ママのうた（1970年、テイチク、作詞：伊藤アキラ、作・編曲：越部信義、歌：香山リカ）

B面は「ママ遠くへ行かないで」（作詞者、作・編曲者はA面と同じ）。
  - リカちゃん電話のテーマ（1971年、テイチク、作詞：伊藤アキラ、作曲：越部信義、歌：香山リカ）

- リカちゃん人形の本名を芸名にしてデビューした少女歌手「香山リカ」が歌唱する楽曲。
  - リカちゃんのタンゴ（1971年、東宝レコード、作詞：若木香、作曲：松井ひさし、編曲：馬飼野俊一、歌：香山リカ）

少女歌手「香山リカ」（初代）のデビュー曲。B面は「ケッコンしたいパパ」（作詞：上野隅夫、作・編曲：松井ひさし）。
  - リカちゃん音頭（1974年、キングレコード、作詞：伊藤アキラ、作曲：鈴木邦彦、編曲：竜崎孝路、歌：香山リカ）

少女歌手「香山リカ」（2代目）のデビュー曲。B面は「おうちに帰ろう」（作詞：伊藤アキラ、作曲：山本五郎、編曲：竜崎孝路）。
  - お医者さんブギ（1975年、キングレコード、作詞：石原信一、作・編曲：あかのたちお、歌：香山リカ）

B面は「ママの写真」（作詞者、作・編曲者はA面と同じ）。
  - リカちゃん!メリークリスマス（1974年、キングレコード、作詞：伊藤アキラ、作曲：鈴木邦彦、編曲：青木望、歌：香山リカとボニージャックス）

コンパクト盤『リカちゃんのクリスマス[注釈 3]』に「ジングルベル」「赤鼻のトナカイ」と共に収録。

- なかよしトリオの歌（1973年、タカラ〈リカちゃんフレンド〉、作詞：伊藤アキラ、作曲：越部信義、歌：堀江美都子）
- おしゃれなリカちゃん（1977年、日本コロムビア、作詞：柴田勝己、作・編曲：馬飼野康二、歌：ザ・チャープス、リカの声：杉山佳寿子）

「ファッションペア リカとリナ」CMソング。B面は水木一郎、斉藤伸子の「クラリネットをこわしちゃった」。
- リカちゃんてよんでね - リカのテーマ曲（1983年、東芝EMI、作詞：宮地延江、作曲：林アキラ、歌：大和田りつこ）

LP『夢みるリカちゃん』の1曲目に収録。
- Dancin' LICCA Chan 〜リカのCMメドレー〜（1986年、歌：小森まなみとリカちゃんトリオ）
- 夢少女リカ（1986年、作詞：荒川和久、作・編曲：馬飼野康二、歌：小森まなみ）
- ガラスのダイアリー〜永遠の少女たちへ〜（1986年、作詞：荒川和久、作・編曲：馬飼野康二、歌：小森まなみ）
- 永遠の少女たちへ〜Licca 25th Anniversary Song（1992年、作詞：吉元由美、作曲：上田知華、編曲：小倉泰治、歌：Licca）
- Dimanche et Fêtes（そよ風の少女〜リカちゃんに捧ぐ〜）（1998年、ビクター、作曲：Paul de senneville、演奏：リチャード・クレイダーマン）
- Perhaps or Really? Licca（2001年、ダイキサウンド、歌：Licca with Happy Pappy）

Licca with Happy Pappyは、オーディションで選出された7人組女性ユニット。
- Lovely Lovely リカちゃん（歌：ラブ♥リカ）
- おしゃれに恋して（2008年）

2008年春のCMソングで初登場。2008年夏のキャンペーン「リカちゃんオリジナルDVDプレゼント」で貰えるDVDの中の「LICCA SWEET STORY」オープニング、エンディングでフルコーラスを聞くことができる。
アルバム
- ワーイ!リカちゃん!（1970年頃、テイチク）

LP盤。
- 夢みるリカちゃん（1983年、東芝EMI）

LP盤。「ファミリー編」「青空編」の2種が発売された。
- リカちゃんおめでとう!私たちのアイドル（2007年、キングレコード）

リカちゃん誕生40周年を記念したベスト盤。
- Licca World Tour（2007年、ポニーキャニオン）

リカちゃんが世界中を旅するというテーマのキャンペーン「Licca World Tour」と連動したコンピレーション・アルバム。

### 書籍
- LICCA WORLD TOUR（2008年）- タカラトミー公式サイト内に掲載された「リカ旅ブログ」を書籍化した写真集。ISBN 9784097263258

### アニメ
- リカちゃんの天気予報（1976年）
NET（現：テレビ朝日）で放送。それまでの「オーレおじさんの天気予報」（豊島園一社提供）に代わって開始。リカちゃんのアニメをバックに天気予報を流した。平日16時台の5分番組でスポンサーはタカラだった。
- リカちゃん ふしぎな不思議なユーニア物語（1990年、キャラクターデザイン：高田明美、制作：亜細亜堂）
OVA（オリジナルビデオアニメ）。
- リカちゃん ふしぎな魔法のリング（1991年、キャラクターデザイン：高田明美、制作：亜細亜堂）
OVA。
- リカちゃんの日曜日（1992年、キャラクターデザイン：高田明美、制作：亜細亜堂）
OVA。
- リカちゃんとヤマネコ 星の旅（1994年、キャラクターデザイン：高田明美、制作：亜細亜堂）
当初劇場公開作品として制作されたが、結局公開されずにお蔵入りになった。1997年にOVAとしてソフト化されている。
上記4作はカートゥーンネットワークやファミリー劇場でも放映されている。4作品全てリカちゃん役はかないみかが担当した。
- スーパードール★リカちゃん（1998年）
- 人形アニメーション リカちゃん（2007年）
ANIMAXにて放映。セルやCGでなく実際のリカちゃん人形を用いた人形アニメ。リカちゃん役は星河舞が務めた。
- リカちゃんとプラネタリウムへGO!（2008年、制作：株式会社サイエンスアート社）
プラネタリウム専用作品。実際のリカちゃん人形を撮影して作られたスライド上映作品。
- ファンタジーリカちゃんシリーズ（アニメDVD付き商品）
タツノコプロ製作。本家と同様、星河舞がリカちゃん役を担当。星河以外の声優は大幅に入れ替えられるケースとなる。「シンデレラひめリカちゃん」、「しらゆきひめリカちゃん」、「おやゆびひめリカちゃん」はオーディションで合格された声優が殆どが中心だったが、「マーメイドリカちゃん」のみ81プロデュース所属の声優が演じている。音響制作は、当初はBluetoothが務めていたが、同社は後に倒産したため「マーメイドリカちゃん」はHALF H・P STUDIOに変更された。また、これらに付属されているDVDのラインナップは以下のとおりである。
「シンデレラひめリカちゃん」「しらゆきひめリカちゃん」「おやゆびひめリカちゃん」（2011年）
「マーメイドリカちゃん」（2012年）
- トミカ絆合体 アースグランナー（2020年、テレビ大阪） - 第16話で熊猫リン（声 - 陶山恵実里）が小さい頃に遊んでいた際、リカちゃん人形が置いてあることが発覚。

### ぬいぐるみ人形劇（着ぐるみ人形劇）
「劇団ピッカリ座 ぬいぐるみ人形ファンタジー」は、『出演：リカちゃん』のビデオテロップと共に、ジャケット裏表紙にリカちゃんからのコメントが掲載されている。本編はぬいぐるみ（着ぐるみ）のリカちゃんがそれぞれの物語の主人公を演じている。
- オリジナル版(※1991年発売、VHSのみ。2019年現在 全て廃盤)
  - 発売・販売 - （株）ジャパド、（株）タカラ（タカラ映像事業部）
  - 価格 - 3,900円（税抜き）
- 再発売廉価版(※1997年-2000年発売、VHSのみ。2019年現在 全て廃盤)
  - 発売・販売 - （株）ピーエスジー&（株）タカラ（タカラ映像事業部）
  - 価格 - 1,800円（税抜き）
- タイトルの（　　　）内は廉価版の品番
  - Vol.1 白雪姫と七人の小人 YPV-1001（PPJ-01）
  - Vol.3 不思議の国のアリス YPV-1003（PPJ-03）
  - Vol.5 シンデレラ姫 YPV-1005（PPJ-05）

### 漫画
ここに記載した以外に、講談社や小学館の幼児誌に不定期にリカちゃんの漫画が掲載されることがある。
- リカちゃんトリオ（1968年 - 1969年、講談社　少女フレンド連載、作：細野みち子）
- スーパードール★リカちゃん（1998年 - 1999年、講談社　なかよし連載、作：征海未亜）

### ゲーム
- にとうしんでん（1996年、タカラ）
PlayStation用対戦型格闘ゲーム。選択可能キャラクターのひとりとしてリカちゃんが参戦している。声優は高橋里華。
- ドリームミックスTV ワールドファイターズ（2003年、ハドソン）
PlayStation 2とニンテンドー ゲームキューブ用対戦アクションゲーム。選択可能キャラクターのひとりとしてリカちゃんが参戦している。声優は松本美和。
- キラキラ♥アイドル リカちゃん（2006年、日本システム）
アーケード向けカードゲーム。2007年11月30日にサービス終了。
- リカちゃんDS おんなのこレッスン〜オシャレもおしごともおまかせ!〜（2007年、タカラトミー）
ニンテンドーDS用シミュレーションゲーム。リカちゃんと一緒に、おしゃれや憧れの仕事、マナーレッスンを体験できるゲーム。
- リカちゃんDS もっと!おんなのこレッスン　オシャレ・おしごと・おてつだいだいすき!（2009年、タカラトミー）
ニンテンドーDS用シミュレーションゲーム。「リカちゃんDS おんなのこレッスン」の続編。
- コーデアイドル★リカちゃん（2011年、タカラトミーエンタメディア）
GREE用シミュレーションゲーム。
- リカちゃんマイルーム（2012年、タカラトミーエンタメディア/モバイルファクトリー）
GREE用シミュレーションゲーム。最新作。

### ミュージカル
- 1999年12月 - 2000年1月に公演。出演は桂亜沙美、樋口智恵子、かかずゆみ、木村亜希子など。

### タレント
- アイドルリカちゃん[66]
1997年に登場。CGによるバーチャルアイドルで、「マルチタレントなリカちゃん」という設定。ホリプロ所属。中嶋ミチヨが歌うテーマソングも存在する。
- Licca
2002年に生誕35周年を記念して結成されたアイドルユニット。ホリプロに所属の酒井彩名・あびる優・木南晴夏の3人で構成され、2003年までの期間限定で活動を行なった。
- HGS

### 広告
- 旭化成ホームズ
1996年、ヘーベルハウス二世帯住宅の広告イメージキャラクターとして採用。新聞・雑誌誌上に掲載。
- JR東日本
1997年、車内マナー広告のイメージキャラクターとして採用。駅構内や電車社内の広告ポスターなどに出演。キャッチフレーズは「譲ってくれてありがとう」「乗る前にスイッチ切ってくれてありがとう」など多数。
- 岡山理科大学
1998年より同校のイメージキャラクターとして採用。同年から数年間、新幹線岡山駅プラットホームの広告看板などに出演。キャッチフレーズは「リカ、大学に行きます」など多数。
- チーム・マイナス6%事務局
2007年、リカちゃんを使って、家の中での温暖化対策の取組みをわかりやすく展示するイベント「リカちゃんの“うちエコ!”ハウス」を開催。
- 日産自動車
2007年、新型「スカイライン」のオフィシャル広報キャラクターとして採用。
- ホットペッパー
2007年、「ホットペッパー・ビューティー」のイメージキャラクターとして採用。CGで作成された様々な髪型のリカちゃんの写真が掲載され、ブログパーツも配布された。
- JA全農グループ佐賀
2008年、佐賀県産イチゴ「さがほのか」のイメージキャラクターとして採用。リカちゃんが掲載された4種類のポスターが制作され、全国の青果店やスーパーマーケットの果物売場等に掲載された。2010年からはパッケージフィルムにもリカちゃんの写真を印刷したものを採用。2011年にはキャンペーンの一環としてオリジナルグッズも限定制作されている[67]。2020年に引退となった。
- 三菱地所、藤和不動産
2009年、両社が共同開発した神奈川県相模原市の分譲マンションのイメージキャラクターとして採用。
- 阪神住建
2010年、大阪府大阪市の分譲マンションのイメージキャラクターとして採用。
- エステー
2011年、「ムシューダ」「かおりムシューダ」のCMに登場。CMキャラクターである、ムッシュ熊雄と熊真呂と共演する。
- 資生堂
2011年、「dプログラム」のイメージキャラクターとして採用。
- NTTドコモ
2014年、「カケホーダイ&パケあえる」のイメージキャラクターとして採用。CM、新聞広告、屋外広告にリカちゃんファミリーで出演した。

ショップにも非売品のドコモショップの制服を着用したリカちゃんが展示された。
- パナホーム
2015年、パナホーム「家族の幸せ応援キャンペーン」のイメージキャラクターとして採用。同社の公式サイトに「パナホーム×リカちゃん コラボサイト」を開設[68]。リカちゃんファミリーも出演している。
- かどや製油
2017年、ともに発売50周年に当たる純正ごま油の広告に起用[69]。
- 数字選択式全国自治宝くじ
2017年、ビンゴ5のCMにリカちゃんファミリーとともに出演[70][71]。

### ラッピングバス
- タカラトミーの本社が所在する葛飾区は、タカラトミーと京成バスの協力で、2018年3月17日から「リカの好きなまちかつしかラッピングバス」を、新小53系統（亀有駅 - 立石駅入口 - 青砥駅入口 - 新小岩駅東北広場 ）にて運行を開始した。ラッピングデザインはピンク系とパープル系の2種となり、車内アナウンスの一部もリカちゃんが担当している。タカラトミーの子会社であるトミーテックも、2018年7月にバスコレクションにて「リカの好きなまちかつしかラッピングバス」を発売した[72][73][74]。

### コラボレーション
- ジェニー カレンダーガール 2004 日本文化史THE流行 8月 リカちゃん ジェニー
リカちゃんのファッションをしたジェニー。
- 「リカちゃん♥カモノハシのイコちゃんストラップ」、「リカちゃん♥カモノハシのスマートイコちゃんストラップ」（2009年（平成21年）12月22日発売）[75]
JR西日本が発行するICカード「ICOCA」のマスコットキャラクター、「カモノハシのイコちゃん」を抱きかかえたリカちゃん。
- リカちゃん・MEGモデル
ミュージシャン MEGをモチーフとしたリカちゃん。ライブDVD「MEG PREMIUM LIVE "PARTY"（2009年2月25日発売）」の初回限定ボックスに同封されている。このリカちゃんは、MEG「FREAK - 中田ヤスタカ remix」のPVにも登場し、バンド演奏もしている（リカちゃんキャッスルで撮影。監督は宇川直宏）。
- リカちゃん×初音ミク
初音ミクとコラボとした「初音ミクリカちゃん」が2013年7月に発売され、11月にコラボ第2弾として「リカちゃん 雪ミク Magical Snow Ver.」が発表された[76]。
- くまモン×リカちゃん
ゆるキャラ くまモンと一緒に「くまもとサプライズ」を広げる「くまモン隊」のお姉さんをイメージしたリカちゃん。くまモンのマスコットを抱きかかえられる仕様となっている。2014年発売[77]。
- プリパラらぁらリカちゃん
同じくタカラトミーが展開している、「プリパラ」の主人公「真中らぁら」をモチーフとしたリカちゃん。2014年12月に発売された。
- リカちゃん×ASIENCE
2017年にリカちゃん誕生50周年を迎えるにあたって、花王のヘアケア製品『ASIENCE』とコラボレーション。同年6月にリカちゃんのパッケージを配した限定商品を販売。それに先駆け、同年3月22日より松屋銀座店で開催された「誕生50周年記念 リカちゃん展」にて“ASIENCEコラボ・リカちゃんドール”が展示された[78]。
- 浅田真央・リカちゃん人形セット（記念フレーム切手セット付）
リカちゃん誕生50周年記念商品。フィギュアスケート選手の浅田真央とコラボレーション。2013年 - 2014年シーズンのフリープログラムで着用した青い衣装を浅田自らが監修したものをリカちゃんが着ている。上記銀座松屋会場及び日本郵便が販売[79][80]。
- 鬼滅の刃×リカちゃん
2020年12月3日、『鬼滅の刃』とのコラボレーションドール「鬼滅の刃 竈門炭治郎×はるとくん」と「鬼滅の刃 竈門禰豆子×リカちゃん」を2021年5月下旬に発売すると発表した[81][82]。予約分は即完売し[83]、2021年6月24日より再販が開始された[84]。